# Liverpool Football Club 2014-2015
Questa voce raccoglie le informazioni riguardanti il Liverpool Football Club nelle competizioni ufficiali della stagione 2014-2015.

## Stagione
Brendan Rodgers viene confermato alla guida della squadra. L'esordio in Premier avviene ad Anfield contro il Southampton ex squadra dei neo-arrivati Lallana, Lambert e Lovren. I Reds vincono per 2-1 con gol di Sturridge e Sterling. Alla seconda giornata è subito big-match contro il Manchester City: il Liverpool perde con un secco 3-1 ma si rifà una settimana più tardi espugnando White Hart Lane per tre gol a zero.

## Maglie e sponsor
Lo sponsor ufficiale per la stagione 2014-15 è Standard Chartered mentre lo sponsor tecnico è Warrior Sports.
| Casa | Trasferta | Terza divisa |  |

## Organigramma societario
- Presidente: Tom Werner
- Vice Presidente: David Ginsberg
- Direttore generale: John Hnery
- Direttore: Jeffrey Vinik

Board esecutivo
- Direttore finanziario: P. Nash
- Direttore commerciale: I. Ayre

Altre cariche
- Presidente a vita: David Moores
- Vice Presidenti a vita: T.D. Smith, K.E.B. Clayton, J.D. Burns, J.H. Cresswell

- Manager: Brendan Rodgers
- Assistant manager: Colin Pascoe
- Segretario: Ian Silvester

## Rosa
Rosa, numerazione e ruoli, tratti dal sito ufficiale, sono aggiornati al 2 settembre 2014.
| N. |                           | Ruolo | Calciatore                |
| -- | ------------------------- | ----- | ------------------------- |
| 1  | Australia (bandiera)      | P     | Brad Jones                |
| 2  | Inghilterra (bandiera)    | D     | Glen Johnson              |
| 3  | Spagna (bandiera)         | D     | José Enrique              |
| 4  | Costa d'Avorio (bandiera) | D     | Kolo Touré                |
| 6  | Croazia (bandiera)        | D     | Dejan Lovren              |
| 8  | Inghilterra (bandiera)    | C     | Steven Gerrard (capitano) |
| 9  | Inghilterra (bandiera)    | A     | Rickie Lambert            |
| 10 | Brasile (bandiera)        | C     | Philippe Coutinho         |
| 14 | Inghilterra (bandiera)    | C     | Jordan Henderson          |
| 15 | Inghilterra (bandiera)    | A     | Daniel Sturridge          |
| 17 | Francia (bandiera)        | D     | Mamadou Sakho             |
| 18 | Spagna (bandiera)         | D     | Alberto Moreno            |
| 19 | Spagna (bandiera)         | D     | Javier Manquillo          |
| 20 | Inghilterra (bandiera)    | C     | Adam Lallana              |

| N. |                        | Ruolo | Calciatore      |
| -- | ---------------------- | ----- | --------------- |
| 21 | Brasile (bandiera)     | C     | Lucas Leiva     |
| 22 | Belgio (bandiera)      | P     | Simon Mignolet  |
| 23 | Germania (bandiera)    | C     | Emre Can        |
| 24 | Inghilterra (bandiera) | C     | Joe Allen       |
| 29 | Italia (bandiera)      | A     | Fabio Borini    |
| 30 | Spagna (bandiera)      | C     | Suso            |
| 31 | Inghilterra (bandiera) | C     | Raheem Sterling |
| 37 | Slovacchia (bandiera)  | D     | Martin Škrtel   |
| 45 | Italia (bandiera)      | A     | Mario Balotelli |
| 46 | Inghilterra (bandiera) | C     | Jordan Rossiter |
| 48 | Inghilterra (bandiera) | A     | Jerome Sinclair |
| 50 | Serbia (bandiera)      | A     | Lazar Marković  |
| 52 | Galles (bandiera)      | P     | Danny Ward      |

## Calciomercato

### Sessione estiva(dall'1/7 all'1/9)
| Acquisti         | Acquisti          | Acquisti        | Acquisti                   |
| R.               | Nome              | da              | Modalità                   |
| ---------------- | ----------------- | --------------- | -------------------------- |
| C                | Adam Lallana      | Southampton     | definitivo (31 mln €)      |
| D                | Dejan Lovren      | Southampton     | definitivo (25,30 mln €)   |
| A                | Lazar Marković    | Benfica         | definitivo (25 mln €)      |
| A                | Mario Balotelli   | Milan           | definitivo (20 mln €)      |
| D                | Alberto Moreno    | Siviglia        | definitivo (18 mln €)      |
| A                | Divock Origi      | Lilla           | definitivo (12,63 mln €)   |
| D                | Javier Manquillo  | Atlético Madrid | prestito oneroso (2 mln €) |
| A                | Rickie Lambert    | Southampton     | definitivo (5,50 mln €)    |
| C                | Kevin Stewart     | Tottenham       | svincolato                 |
| Altre operazioni |                   |                 |                            |
| R.               | Nome              | da              | Modalità                   |
| P                | Pepe Reina        | Napoli          | fine prestito              |
| D                | Tiago Ilori       | Granada         | fine prestito              |
| C                | Suso              | Almería         | fine prestito              |
| D                | Sebastián Coates  | Nacional        | fine prestito              |
| A                | Krisztián Adorján | Groningen       | fine prestito              |

| Cessioni         | Cessioni             | Cessioni        | Cessioni                 |
| R.               | Nome                 | a               | Modalità                 |
| ---------------- | -------------------- | --------------- | ------------------------ |
| A                | Luis Suárez          | Barcellona      | definitivo (81,72 mln €) |
| D                | Daniel Agger         | Brøndby         | definitivo (4 mln €)     |
| P                | Pepe Reina           | Bayern Monaco   | definitivo (3 mln €)     |
| D                | Martin Kelly         | Crystal Palace  | definitivo (2 mln €)     |
| D                | Jack Robinson        | QPR             | definitivo (1,25 mln €)  |
| A                | Divock Origi         | Lilla           | prestito                 |
| A                | Iago Aspas           | Siviglia        | prestito                 |
| D                | Tiago Ilori          | Bordeaux        | prestito                 |
| A                | Luis Alberto         | Malaga          | prestito                 |
| D                | Sebastián Coates     | Sunderland      | prestito                 |
| Altre operazioni |                      |                 |                          |
| R.               | Nome                 | a               | Modalità                 |
| A                | Kristoffer Peterson  | Utrecht         | definitivo               |
| D                | Aly Cissokho         | Valencia        | fine prestito            |
| D                | Rafael Páez          | Bologna         | prestito                 |
| A                | Jordon Ibe           | Derby County    | prestito                 |
| D                | Andre Wisdom         | West Bromwich   | prestito                 |
| C                | João Carlos Teixeira | Brighton        | prestito                 |
| A                | Michael Ngoo         | Kilmarnock      | svincolato               |
| C                | Kevin Stewart        | Cheltenham Town | prestito                 |
| C                | Craig Roddan         | -               | svincolato               |

### Sessione invernale(dal 3/1 al 2/2)
| Acquisti | Acquisti        | Acquisti        | Acquisti      |
| R.       | Nome            | da              | Modalità      |
| -------- | --------------- | --------------- | ------------- |
| C        | Oussama Assaidi | Stoke City      | fine prestito |
| C        | Kevin Stewart   | Cheltenham Town | fine prestito |
| C        | Jordon Ibe      | Derby County    | fine prestito |
| D        | Rafael Páez     | Bologna         | fine prestito |

| Cessioni | Cessioni        | Cessioni       | Cessioni                |
| R.       | Nome            | a              | Modalità                |
| -------- | --------------- | -------------- | ----------------------- |
| C        | Suso            | Milan          | definitivo (1,30 mln €) |
| C        | Oussama Assaidi | Shabab Al-Ahli | definitivo (6 mln €)    |
| P        | Danny Ward      | Morecambe      | prestito                |
| D        | Rafael Páez     | Eibar          | prestito                |
| C        | Kevin Stewart   | Burton Albion  | prestito                |

## Risultati

### Premier League

#### Girone d'andata
| Arbitro: | Mark Clattenburg |

|                            |           |           |
| Sterling 23’ Sturridge 79’ | Marcatori | 56’ Clyne |

| Arbitro: | Michael Oliver |

|                             |           |                     |
| Jovetić 41’, 55’ Agüero 69’ | Marcatori | 83’ (aut.) Zabaleta |

| Arbitro: | Phil Dowd |

|  |           |                                           |
|  | Marcatori | 8’ Sterling 49’ (rig.) Gerrard 60’ Moreno |

| Arbitro: | Lee Mason |

|  |           |               |
|  | Marcatori | 9’ Agbonlahor |

| Arbitro: | Craig Pawson |

|                                  |           |              |
| Reid 2’ Sakho 17’ Amalfitano 88’ | Marcatori | 27’ Sterling |

| Arbitro: | Martin Atkinson |

|             |           |                |
| Gerrard 65’ | Marcatori | 90+2’ Jagielka |

| Arbitro: | Michael Oliver |

|                           |           |                     |
| Lallana 45’ Henderson 61’ | Marcatori | 56’ (rig.) Berahino |

| Arbitro: | Phil Dowd |

|                                 |           |                                                    |
| Vargas 87’ Gerrard 90+2’ (aut.) | Marcatori | 67’ (aut.) Dunne 90’ Coutinho 90+5’ (aut.) Caulker |

| Liverpool 25 ottobre 2014, ore 16:00 WEST 9ª giornata | Liverpool      | 0 – 0 referto | Hull City | Anfield (44.591 spett.)\| Arbitro: \| Neil Swarbrick \| |
| Arbitro:                                              | Neil Swarbrick |               |           |                                                         |

| Arbitro: | Andre Marriner |

|           |           |  |
| Pérez 73’ | Marcatori |  |

| Arbitro: | Anthony Taylor |

|        |           |                      |
| Can 9’ | Marcatori | 14’ Cahill 67’ Costa |

| Arbitro: | Jonathan Moss |

|                                  |           |            |
| Gayle 17’ Ledley 78’ Jedinak 81’ | Marcatori | 2’ Lambert |

| Arbitro: | Craig Pawson |

|             |           |  |
| Johnson 85’ | Marcatori |  |

| Arbitro: | Lee Mason |

|                     |           |                                       |
| Mignolet 21’ (aut.) | Marcatori | 26’ Lallana 54’ Gerrard 83’ Henderson |

| Liverpool 6 dicembre 2014, ore 16:00 WET 15ª giornata | Liverpool      | 0 – 0 referto | Sunderland | Anfield (44.716 spett.)\| Arbitro: \| Neil Swarbrick \| |
| Arbitro:                                              | Neil Swarbrick |               |            |                                                         |

| Arbitro: | Martin Atkinson |

|                                    |           |  |
| Rooney 12’ Mata 40’ van Persie 71’ | Marcatori |  |

| Arbitro: | Michael Oliver |

|                           |           |                          |
| Coutinho 45’ Škrtel 90+7’ | Marcatori | 45+2’ Debuchy 64’ Giroud |

| Arbitro: | Anthony Taylor |

|  |           |              |
|  | Marcatori | 62’ Sterling |

| Arbitro: | Andre Marriner |

|                                                |           |                |
| Moreno 33’ Lallana 51’, 61’ Shelvey 69’ (aut.) | Marcatori | 52’ Sigurðsson |

#### Girone di ritorno
| Arbitro: | Mike Jones |

|                                |           |                        |
| Gerrard 17’ (rig.), 40’ (rig.) | Marcatori | 58’ Nugent 60’ Schlupp |

| Arbitro: | Craig Pawson |

|  |           |             |
|  | Marcatori | 8’ Marković |

| Arbitro: | Mark Clattenburg |

|  |           |                        |
|  | Marcatori | 24’ Borini 79’ Lambert |

| Arbitro: | Andre Marriner |

|                            |           |  |
| Sterling 51’ Sturridge 80’ | Marcatori |  |

| Liverpool 7 febbraio 2015, ore 18:30 WET 24ª giornata | Everton        | 0 – 0 referto | Liverpool | Goodison Park (39.621 spett.)\| Arbitro: \| Anthony Taylor \| |
| Arbitro:                                              | Anthony Taylor |               |           |                                                               |

| Arbitro: | Phil Dowd |

|                                               |           |                      |
| Marković 15’ Gerrard 53’ (rig.) Balotelli 83’ | Marcatori | 26’ Kane 61’ Dembélé |

| Arbitro: | Kevin Friend |

|  |           |                          |
|  | Marcatori | 3’ Coutinho 73’ Sterling |

| Arbitro: | Mark Clattenburg |

|                            |           |           |
| Henderson 11’ Coutinho 75’ | Marcatori | 25’ Džeko |

| Arbitro: | Lee Mason |

|                             |           |  |
| Henderson 29’ Sturridge 51’ | Marcatori |  |

| Arbitro: | Roger East |

|  |           |               |
|  | Marcatori | 68’ Henderson |

| Arbitro: | Martin Atkinson |

|               |           |               |
| Sturridge 69’ | Marcatori | 14’, 59’ Mata |

| Arbitro: | Anthony Taylor |

|                                                |           |                      |
| Bellerín 37’ Özil 40’ Sánchez 45’ Giroud 90+1’ | Marcatori | 76’ (rig.) Henderson |

| Arbitro: | Lee Mason |

|                       |           |  |
| Sterling 9’ Allen 70’ | Marcatori |  |

| West Bromwich 25 aprile 2015, ore 16:00 WEST 33ª giornata | West Bromwich | 0 – 0 referto | Liverpool | The Hawthorns (26.663 spett.)\| Arbitro: \| Roger East \| |
| Arbitro:                                                  | Roger East    |               |           |                                                           |

| Arbitro: | Lee Probert |

|            |           |  |
| Dawson 37’ | Marcatori |  |

| Arbitro: | Martin Atkinson |

|                          |           |         |
| Coutinho 19’ Gerrard 87’ | Marcatori | 73’ Fer |

| Arbitro: | Andre Marriner |

|          |           |             |
| Terry 5’ | Marcatori | 44’ Gerrard |

| Arbitro: | Jonathan Moss |

|             |           |                                    |
| Lallana 26’ | Marcatori | 43’ Puncheon 60’ Zaha 90+1’ Murray |

| Arbitro: | Anthony Taylor |

|                                                            |           |             |
| Diouf 22’, 26’ Walters 30’ Adam 41’ N'Zonzi 45’ Crouch 86’ | Marcatori | 70’ Gerrard |

### UEFA Champions League

#### Fase a gironi
| Arbitro: | Matej Jug |

|                                    |           |             |
| Balotelli 82’ Gerrard 90+3’ (rig.) | Marcatori | 90+1’ Abalo |

| Arbitro: | Jonas Eriksson |

|              |           |  |
| Streller 52’ | Marcatori |  |

| Arbitro: | Nicola Rizzoli |

|  |           |                                 |
|  | Marcatori | 23’ C. Ronaldo 30’, 41’ Benzema |

| Arbitro: | Viktor Kassai |

|             |           |  |
| Benzema 27’ | Marcatori |  |

| Arbitro: | Antonio Mateu Lahoz |

|                      |           |                          |
| Abalo 3’ Terziev 88’ | Marcatori | 8’ Lambert 37’ Henderson |

| Arbitro: | Björn Kuipers |

|             |           |          |
| Gerrard 81’ | Marcatori | 25’ Frei |

### UEFA Europa League

#### Sedicesimi di finale
| Arbitro: | Szymon Marciniak |

|                      |           |  |
| Balotelli 85’ (rig.) | Marcatori |  |

| Arbitro: | Damir Skomina |

|                                  |                      |                                  |
| Arslan 72’                       | Marcatori            |                                  |
| Ba Töre Kavlak Hutchinson Arslan | Tiri di rigore 5 – 4 | Lambert Lallana Can Allen Lovren |

### FA Cup

#### Fase a eliminazione diretta
| Arbitro: | Jonathan Moss |

|               |           |                  |
| Akinfenwa 36’ | Marcatori | 12’, 62’ Gerrard |

| Liverpool 24 gennaio 2015, ore 18:30 WET Sedicesimi di finale | Liverpool    | 0 – 0 referto | Bolton | Anfield (43.847 spett.)\| Arbitro: \| Kevin Friend \| |
| Arbitro:                                                      | Kevin Friend |               |        |                                                       |

| Arbitro: | Roger East |

|                       |           |                           |
| Guðjohnsen 59’ (rig.) | Marcatori | 86’ Sterling 90’ Coutinho |

| Arbitro: | Robert Madley |

|              |           |                           |
| Campbell 15’ | Marcatori | 49’ Sturridge 58’ Lallana |

| Liverpool 8 marzo 2015, ore 17:00 WET Quarti di finale | Liverpool      | 0 – 0 referto | Blackburn Rovers | Anfield (43.820 spett.)\| Arbitro: \| Andre Marriner \| |
| Arbitro:                                               | Andre Marriner |               |                  |                                                         |

| Arbitro: | Kevin Friend |

|  |           |              |
|  | Marcatori | 70’ Coutinho |

#### Semifinale
| Arbitro: | Michael Oliver |

|                       |           |              |
| Benteke 36’ Delph 54’ | Marcatori | 30’ Coutinho |

### Football League Cup

#### Fase a eliminazione diretta
| Arbitro: | Mike Jones |

| |                        | |
| Rossiter 10’ Suso 109’ | Marcatori              | 62’ Reach 120+3’ Bamford                                                                                           |
| Balotelli Leiva Lallana Suso Sterling Williams K. Touré Sakho Manquillo José Enrique Mignolet Balotelli Leiva Lallana Suso | Tiri di rigore 14 – 13 | Bamford Clayton Reach Adomah Vossen Friend Ayala Fredericks Omeruo Wildschut Blackman Bamford Clayton Reach Adomah |

| Arbitro: | Keith Stroud |

|                          |           |           |
| Balotelli 86’ Lovren 90’ | Marcatori | 65’ Emnes |

| Arbitro: | Mark Clattenburg |

|             |           |                                |
| Gosling 57’ | Marcatori | 20’, 51’ Sterling 27’ Marković |

#### Semifinali
| Arbitro: | Martin Atkinson |

|              |           |                   |
| Sterling 59’ | Marcatori | 18’ (rig.) Hazard |

| Arbitro: | Michael Oliver |

|              |           |  |
| Ivanović 94’ | Marcatori |  |

## Statistiche

### Statistiche di squadra
Statistiche aggiornate a maggio 2015
| Competizione        | Punti | In casa | In casa | In casa | In casa | In casa | In casa | In trasferta | In trasferta | In trasferta | In trasferta | In trasferta | In trasferta | Totale | Totale | Totale | Totale | Totale | Totale | D.R |
| Competizione        | Punti | G       | V       | N       | P       | GF      | GS      | G            | V            | N            | P            | GF           | GS           | G      | V      | N      | P      | GF     | GS     | D.R |
| ------------------- | ----- | ------- | ------- | ------- | ------- | ------- | ------- | ------------ | ------------ | ------------ | ------------ | ------------ | ------------ | ------ | ------ | ------ | ------ | ------ | ------ | --- |
| Premier League      | 62    | 19      | 10      | 5       | 4       | 30      | 20      | 19           | 8            | 3            | 8            | 22           | 29           | 38     | 18     | 8      | 12     | 52     | 48     | +4  |
| Champions League    | 5     | 3       | 1       | 1       | 1       | 3       | 5       | 3            | 0            | 1            | 2            | 2            | 4            | 6      | 1      | 2      | 3      | 5      | 9      | -4  |
| Europa League       | -     | 1       | 1       | 0       | 0       | 1       | 0       | 1            | 0            | 0            | 1            | 0            | 1            | 2      | 1      | 0      | 1      | 1      | 1      | 0   |
| FA Cup              | -     | 2       | 0       | 2       | 0       | 0       | 0       | 5            | 4            | 0            | 1            | 8            | 5            | 7      | 4      | 2      | 1      | 8      | 5      | +3  |
| Football League Cup | -     | 3       | 2       | 1       | 0       | 5       | 4       | 2            | 1            | 0            | 1            | 3            | 2            | 5      | 3      | 1      | 1      | 8      | 6      | +2  |
| Totale              | 67    | 28      | 14      | 9       | 5       | 39      | 29      | 30           | 13           | 3            | 13           | 35           | 41           | 58     | 26     | 13     | 18     | 74     | 69     | +5  |

### Andamento in campionato
| Giornata  | 1 | 2 | 3 | 4 | 5  | 6  | 7 | 8 | 9 | 10 | 11 | 12 | 13 | 14 | 15 | 16 | 17 | 18 | 19 | 20 | 21 | 22 | 23 | 24 | 25 | 26 | 27 | 28 | 29 | 30 | 31 | 32 | 33 | 34 | 35 | 36 | 37 | 38 |
| --------- | - | - | - | - | -- | -- | - | - | - | -- | -- | -- | -- | -- | -- | -- | -- | -- | -- | -- | -- | -- | -- | -- | -- | -- | -- | -- | -- | -- | -- | -- | -- | -- | -- | -- | -- | -- |
| Luogo     | C | T | T | C | T  | C  | C | T | C | T  | C  | T  | C  | T  | C  | T  | C  | T  | C  | C  | T  | T  | C  | T  | C  | T  | C  | C  | T  | C  | T  | C  | T  | T  | C  | T  | C  | T  |
| Risultato | V | P | V | P | P  | N  | V | V | N | P  | P  | P  | V  | V  | N  | P  | N  | V  | V  | N  | V  | V  | V  | N  | V  | V  | V  | V  | V  | P  | P  | V  | N  | P  | V  | N  | P  | P  |
| Posizione | 3 | 9 | 5 | 8 | 10 | 12 | 6 | 5 | 7 | 7  | 8  | 12 | 11 | 8  | 9  | 10 | 10 | 9  | 8  | 8  | 8  | 8  | 7  | 7  | 7  | 6  | 5  | 5  | 5  | 5  | 5  | 5  | 5  | 5  | 5  | 5  | 5  | 6  |

Fonte:  Premier League – Classifiche, su sport.sky.it, sport.sky.it (archiviato dall'url originale il 19 agosto 2014).
Legenda:

Luogo: C = Casa; T = Trasferta. Risultato: V = Vittoria; N = Pareggio; P = Sconfitta.

### Statistiche dei giocatori
In corsivo i giocatori che hanno lasciato la squadra a stagione già iniziata.
| Giocatore    | Premier League | Premier League | Premier League | Premier League | FA Cup   | FA Cup | FA Cup      | FA Cup     | Football League Cup | Football League Cup | Football League Cup | Football League Cup | Champions League Europa League | Champions League Europa League | Champions League Europa League | Champions League Europa League | Totale   | Totale | Totale      | Totale     |
| Giocatore    | Presenze       | Reti           | Ammonizioni    | Espulsioni     | Presenze | Reti   | Ammonizioni | Espulsioni | Presenze            | Reti                | Ammonizioni         | Espulsioni          | Presenze                       | Reti                           | Ammonizioni                    | Espulsioni                     | Presenze | Reti   | Ammonizioni | Espulsioni |
| ------------ | -------------- | -------------- | -------------- | -------------- | -------- | ------ | ----------- | ---------- | ------------------- | ------------------- | ------------------- | ------------------- | ------------------------------ | ------------------------------ | ------------------------------ | ------------------------------ | -------- | ------ | ----------- | ---------- |
| P. Coutinho  | 35             | 5              | 3              | 0              | 7        | 3      | 1           | 0          | 4                   | 0                   | 0                   | 0                   | 5+1                            | 0+0                            | 0+0                            | 0+0                            | 52       | 8      | 4           | 0          |
| J. Henderson | 37             | 6              | 6              | 0              | 7        | 0      | 1           | 0          | 4                   | 0                   | 1                   | 0                   | 5+1                            | 1+0                            | 0+0                            | 0+0                            | 54       | 7      | 8           | 0          |
| L. Lucas     | 20             | 0              | 4              | 0              | 3        | 0      | 0           | 0          | 5                   | 0                   | 2                   | 0                   | 4+0                            | 0+0                            | 1+0                            | 0+0                            | 32       | 0      | 7           | 0          |
| S. Mignolet  | 36             | -43            | 0              | 0              | 7        | -5     | 1           | 0          | 3                   | -4                  | 0                   | 0                   | 6+2                            | -9 + -1                        | 0+0                            | 0+0                            | 54       | -61    | 1           | 0          |
| J. Sinclair  | 2              | 0              | 0              | 0              | 0        | 0      | 0           | 0          | 0                   | 0                   | 0                   | 0                   | 0+0                            | 0+0                            | 0+0                            | 0+0                            | 2        | 0      | 0           | 0          |
| D. Sturridge | 12             | 4              | 0              | 0              | 4        | 1      | 0           | 0          | 0                   | 0                   | 0                   | 0                   | 0+2                            | 0+0                            | 0+0                            | 0+0                            | 18       | 5      | 0           | 0          |
| R. Lambert   | 25             | 2              | 2              | 0              | 4        | 0      | 0           | 0          | 3                   | 0                   | 0                   | 0                   | 3+1                            | 1+0                            | 0+0                            | 0+0                            | 36       | 3      | 2           | 0          |
| M. Balotelli | 16             | 1              | 5              | 0              | 4        | 0      | 0           | 0          | 3                   | 1                   | 0                   | 0                   | 3+2                            | 1+1                            | 1+1                            | 0+0                            | 28       | 4      | 7           | 0          |
| Suso         | 0              | 0              | 0              | 0              | 0        | 0      | 0           | 0          | 1                   | 1                   | 0                   | 0                   | 0+ -                           | 0+ -                           | 0+ -                           | 0+ -                           | 1        | 1      | 0           | 0          |
| J. Ibe       | 12             | 0              | 0              | 0              | 1        | 0      | 0           | 0          | 3                   | 0                   | 0                   | 0                   | - +2                           | - +0                           | - +0                           | - +0                           | 18       | 0      | 0           | 0          |
| L. Markovic  | 19             | 2              | 0              | 0              | 6        | 0      | 0           | 0          | 5                   | 1                   | 0                   | 0                   | 4+0                            | 0+0                            | 0+0                            | 0+0                            | 34       | 3      | 0           | 0          |
| F. Borini    | 12             | 1              | 2              | 1              | 2        | 0      | 0           | 0          | 2                   | 0                   | 0                   | 0                   | 2+0                            | 0+0                            | 0+0                            | 0+0                            | 18       | 1      | 2           | 1          |
| R. Sterling  | 35             | 7              | 5              | 0              | 5        | 1      | 1           | 0          | 4                   | 3                   | 0                   | 0                   | 6+2                            | 0+0                            | 1+0                            | 0+0                            | 52       | 11     | 7           | 0          |
| S. Gerrard   | 29             | 9              | 7              | 1              | 3        | 2      | 0           | 0          | 3                   | 0                   | 2                   | 0                   | 6+0                            | 2+0                            | 1+0                            | 0+0                            | 41       | 13     | 10          | 1          |
| A. Lallana   | 27             | 5              | 4              | 0              | 4        | 1      | 0           | 0          | 4                   | 0                   | 0                   | 0                   | 4+2                            | 0+0                            | 0+0                            | 0+0                            | 41       | 6      | 4           | 0          |
| J. Williams  | 0              | 0              | 0              | 0              | 0        | 0      | 0           | 0          | 1                   | 0                   | 0                   | 0                   | 0+0                            | 0+0                            | 0+0                            | 0+0                            | 1        | 0      | 0           | 0          |
| J. Rossiter  | 0              | 0              | 0              | 0              | 0        | 0      | 0           | 0          | 1                   | 1                   | 0                   | 0                   | 0+0                            | 0+0                            | 0+0                            | 0+0                            | 1        | 1      | 0           | 0          |
| J. Manquillo | 10             | 0              | 3              | 0              | 2        | 0      | 0           | 0          | 2                   | 0                   | 0                   | 0                   | 4+1                            | 0+0                            | 0+0                            | 0+0                            | 19       | 0      | 3           | 0          |
| G. Johnson   | 19             | 1              | 2              | 0              | 4        | 0      | 0           | 0          | 2                   | 0                   | 0                   | 0                   | 3+0                            | 0+0                            | 0+0                            | 0+0                            | 28       | 1      | 2           | 0          |
| B. Jones     | 3              | -5             | 0              | 0              | 0        | -0     | 0           | 0          | 2                   | -2                  | 0                   | 0                   | 0+0                            | -0 + -0                        | 0+0                            | 0+0                            | 5        | -7     | 0           | 0          |
| D. Ward      | 0              | -0             | 0              | 0              | 0        | -0     | 0           | 0          | 0                   | -0                  | 0                   | 0                   | 0+0                            | -0 + -0                        | 0+0                            | 0+0                            | 0        | 0      | 0           | 0          |
| A. Moreno    | 28             | 2              | 6              | 0              | 4        | 0      | 0           | 0          | 2                   | 0                   | 0                   | 0                   | 5+2                            | 0+0                            | 2+0                            | 0+0                            | 41       | 2      | 8           | 0          |
| E. Can       | 27             | 1              | 3              | 1              | 6        | 0      | 2           | 0          | 3                   | 0                   | 1                   | 0                   | 2+2                            | 0+0                            | 0+1                            | 0+0                            | 40       | 1      | 7           | 1          |
| M. Sakho     | 16             | 0              | 1              | 0              | 5        | 0      | 0           | 0          | 4                   | 0                   | 1                   | 0                   | 1+1                            | 0+0                            | 0+0                            | 0+0                            | 27       | 0      | 2           | 0          |
| M. Skrtel    | 33             | 1              | 8              | 0              | 5        | 0      | 0           | 0          | 3                   | 0                   | 1                   | 0                   | 5+2                            | 0+0                            | 1+0                            | 0+0                            | 48       | 1      | 10          | 0          |
| D. Lovren    | 26             | 0              | 4              | 0              | 4        | 0      | 0           | 0          | 2                   | 1                   | 0                   | 0                   | 4+2                            | 0+0                            | 1+1                            | 0+0                            | 38       | 1      | 6           | 0          |
| K. Touré     | 12             | 0              | 0              | 0              | 3        | 0      | 0           | 0          | 3                   | 0                   | 1                   | 0                   | 2+1                            | 0+0                            | 0+0                            | 0+0                            | 21       | 0      | 1           | 0          |
| J. Allen     | 21             | 1              | 3              | 0              | 5        | 0      | 1           | 0          | 0                   | 0                   | 0                   | 0                   | 4+2                            | 0+0                            | 0+0                            | 0+0                            | 32       | 1      | 4           | 0          |
| J. Enrique   | 4              | 0              | 0              | 0              | 2        | 0      | 0           | 0          | 1                   | 0                   | 0                   | 0                   | 2+0                            | 0+0                            | 0+0                            | 0+0                            | 9        | 0      | 0           | 0          |